# Джахангір Нагар
Джахангір Нагар (англ. Jahangir Nagar; бенг. জাহাঙ্গীর নগর) — колишня назва міста Дакка, столиці Бангладеш. Місто отримало свою назву на честь імператора Моголів Джахангіра.

## Назва
У 1610 році Дакка була оголошена Субедаром Іслам Ханом столицею Бенгальської суби. Він перейменував Джахангір Нагар в Дакку.

## Університет
Щоб висловити повагу до цієї старовинної назви, в 1970 році в Даці був заснований державний університет Джахангінагарга, який є одним з найкращих у країні.